# Andrea
Andrea es un nombre propio ambiguo y muy común en casi todo el mundo. En el mundo hispanohablante es femenino  y en Italia es masculino. El nombre en diferentes países tiene un género establecido y se utiliza tanto de femenino como de masculino. Los diminutivos de Andrea son en femenino: Andy, Andre, Andreita, Andrecita, Andrelita, en masculino: Andreito, Andrecito, Andrelito.

## Origen del nombre
Deriva del griego ανήρ (anér), genitivo ανδρός (andrós), que significa hombre, fuerza vital. El nombre griego original, Andréas, representa lo hipocorístico, con funciones afectuosas, de nombres masculinos griegos compuestos con el prefijo andr-, como Androgeos, Androcles, Andronikos.

## Onomástica
La onomástica tradicionalmente se celebra el 30 de noviembre en ocasión de la memoria de San Andrés, hermano de San Pedro. Alternativamente, se puede celebrar en la memoria de otros santos y beatos, entre ellos:
- 6 de enero San Andrés Corsini,[2] obispo de Fiesole en siglo XIV; Andrés Bessette, religioso de Canadá
- 1 de febrero bendito Andrea de Segni[2]
- 26 de febrero San Andrea, obispo de Florencia[2]
- 19 de marzo bendito Andrea Gallerani, fundador de los Frailes de la misericordia
- 18 de abril bendito Andrés Hibernón, laico franciscano
- 13 de mayo san Andrés Hubert Fournet, sacerdote francese[2]
- 15 de mayo san Andrea junto a la santa Bárbara en Dardanelos[2]
- 16 de mayo san Andrés Bobola, jesuita y mártir polaco[2]
- 26 de mayo san Andrea Granchi[2]
- 26 de junio bendito Andrea Giacinto Longhin, obispo
- 12 de julio, san Andrea di Rinn[2]
- 19 de agosto san Andrea, mártir en Cilicia[2]
- 22 de agosto san Andrea de Scozia, vivido en el siglo IX[2]
- 26 de agosto san Andrea, mártir junto a Ipazio en Constantinopla[2]
- 3 de septiembre bendito Andrea Dotti, sacerdote
- 20 de septiembre san Andrés Kim, primer presbítero coreano, mártir
- 10 de noviembre san Andrés Avelino, sacerdote del siglo XVI[2]
- 24 de noviembre san Andrea Dũng Lạc, mártir vietnamita

## En otros idiomas
- Albanés: Ndreu.
- Alemán: Andreas.
- Amhárico: አንድሬስ (Andreyas).
- Árabe: أندراوس (Andraous).
- Aragonés: Andresico.
- Armenio: Անդրես (Andreas).
- Asturiano: Andrés, Andresu.
- Bretón: Andreo.
- Búlgaro: Андрей (Andrej) (femenino y masculino) .
- Catalán: Andreu, Andrea y Andreia (femenino).
- Checo: Ondřej, Andrej.
- Corso: Andria.
- Croata: Andrija, Andreas, Andrea (femenino).
- Danés: Andreas.
- Eslovaco: Ondrej, Andrej.
- Esloveno: Andrej.
- Español: Andrés, Andreo y Andreíno (masculino), Andrea, Andresa y Andreína (femenino).
- Esperanto: Andreo.
- Estonio: Andreas.
- Euskera: Ander (masculino), Andrea y Andere (femenino).
- Finlandés: Andreas.
- Francés: André.
- Gaélico escocés: Anndrais.
- Galés: Andrés.
- Gallego: André.
- Georgiano: ანდრია (Andria).
- Griego: Ανδρέας (Andréas).
- Hebreo: אנדראס (Andras).
- Húngaro: András.
- Inglés: Andrew (masculino), Andrea (femenino).
- Irlandés: Aindriú.
- Islandés: Andreas.
- Italiano: Andrea,[3] Andreína (femenino).
- Japonés: アンドレス (Andoresu).
- Latín: Andreas.
- Letón: Andrejs.
- Lituano: Andrejus.
- Maltés: Andrija.
- Neerlandés: Andreas.
- Noruego: Andreas.
- Occitano: Andrièu.
- Polaco: Andrzej.
- Portugués: André.
- Rumano: Andrei, Andreea (femenino).
- Ruso: Андрей (Andrej).
- Sardo: Andrìa.
- Serbio: Андреј (Andrej).
- Sueco: Andreas.
- Ucraniano: Андрій (Andriy).
- Valenciano: Andreu, Andreua y Andreva (femenino).

## Barcos
- SS Andrea, un carguero italiano capturado por las fuerzas armadas británicas en junio de 1941.
- SS Andrea Doria, un transatlántico italiano que escoró y se hundió tras colisionar con el MS Stockholm el 25 de julio de 1956 con la pérdida de 46 vidas.

## Cine
- Andrea, película argentina de 1973.
- Andrea, película de 1996 dirigida por Sergi Casamitjana.
- El amor de Andrea, película española de 2023.